# 대보중학교
대보중학교(大甫中學校)는 대한민국 경상북도 포항시 남구 호미곶면 대보리에 있는 공립 중학교이다.

## 학교 연혁
- 1969년 10월 14일 : 대보중학교 설립인가
- 1970년 3월 13일 : 신입생 97명 입학식
- 1970년 6월 18일 : 초대 교장 나후룡 취임
- 1971년 5월 7일 : 신축 현교사(校舍)로 이전
- 1997년 8월 20일 : 급식실 개축 준공
- 2009년 12월 22일 : 과학실 현대화 작업
- 2010년 2월 25일 : 인조잔디운동장 설치
- 2011년 2월 28일 : 도서관 현대화 사업
- 2012년 10월 24일 : 강당 리모델링 및 가사실 현대화 사업
- 2022년 9월 1일 : 제26대 도주호 교장 취임
- 2024년 1월 4일 : 제52회 졸업식(졸업생 6명, 누계 2,865명)
- 2024년 3월 4일 : 2024학년도 신입생 입학(4명)

## 참고 자료
- 대보중학교 - 한국교육학술정보원 학교알리미